# Forme nel taekwondo
Le forme sono una serie di tecniche di braccia, calci e passi codificati e rappresentano dei combattimenti con avversari immaginari che attaccano da diverse direzioni.
I termini Coreani hyeong, pumsae e teul (traducibili con "forma" o "struttura") sono tutti utilizzati per riferirsi alle forme delle arti marziali utilizzate tipicamente nelle arti marziali coreane, come il Taekwondo. A seconda della federazione, inoltre, le forme vengono ulteriormente definite taegeuk (per la WTF) o teul (per la ITF).
Agli inizi degli anni settanta l'Associazione Coreana di Taekwondo (KTA - Korean Taekwondo Union) unifica le forme del taekwondo in 17 poomsae, che vengono ulteriormente riconosciuti dalla Federazione mondiale di Taekwondo (WTF). Attualmente le forme vengono curate, codificate e aggiornate dal Kukkiwon, il "quartier generale" del Taekwondo mondiale.

## Le forme nel taekwondo WTF (Taegeuk)
- Il-Jang = Aria

«È qui il principio di ogni cosa. E com'è maestoso l'inizio se ha con sé la grandezza del cielo, il sapore dell'aria...»
L'Aria simboleggia l'inizio della creazione di tutte le cose nell'universo, così come il primo Taegeuk rappresenta il primo passo nell'addestramento di Taekwondo. Questa forma è la più semplice da eseguire, in quanto costituita prevalentemente di tecniche di base come parate basse, medie e alte, attacchi di pugno e calci frontali. La forma è eseguita per il passaggio da 8º KUP a 7º KUP, cioè da cintura gialla a cintura gialla-verde.
- Ee-Jang = Lago

«È nel profondo egli trovò tesori nascosti. Non esistono limiti invalicabili, nemmeno quelli che noi ci creiamo lo sono.»:Il secondo Taegeuk simboleggia la fermezza interna e l'elasticità esterna. Vengono introdotti in questa forma l'attacco di pugno alto e una rotazione e sono più frequenti i calci frontali. La forma è eseguita per il passaggio da 7º KUP a 6º KUP, cioè da cintura gialla-verde a cintura verde.
- Sam-Jang = Fuoco

«Senza la sua energia non vi è vita. Ma rammenta sempre le conseguenze che può avere se non controllato.»
Il terzo Taegeuk simboleggia il calore e la luce." Questa forma serve per incoraggiare gli allievi a fare propri il senso della giustizia e l'ardore per l'addestramento. Le nuove tecniche in questo Taegeuk sono gli attacchi alla tempia a mano aperta e la parata media a mano aperta, nonché il passo "dwitkubi". Questo poomsae è caratterizzato da successioni di attacchi e parate; l'enfasi è infatti posata sui contrattacchi contro le offese dell'avversario. La forma è eseguita per il passaggio da 6º KUP a 5º KUP, cioè da cintura verde a cintura verde-blu.
- Saa-Jang = Tuono

«La sua forza scaturisce dal cielo. La sua potenza esplode sulla terra.»
Il tuono simboleggia grande potere e dignità. Le tecniche nuove sono la doppia parata a mani aperte, l'attacco allo stomaco a mano aperta con sostegno, il calcio laterale, l'attacco di nocche al viso, la parata media interno-esterno. La forma è eseguita per il passaggio da 5º KUP a 4º KUP, cioè da cintura verde-blu a cintura blu.
- O-Jang = Vento

«Forza gentile, impeto furioso. L'uno e l'altro insieme. Dolcezza e distruzione.»
Il vento, così come questo Taegeuk simboleggiano l'impeto possente e la calma, la forza e la debolezza insieme. Movimenti nuovi sono l'attacco di pugno sulla spalla, l'attacco di gomito, il salto dopo il calcio frontale per sferrare un attacco al viso con le nocche. Questa forma è caratterizzata da diverse successioni di due parate e dai passi sempre lunghi. La forma è eseguita per il passaggio da 4º KUP a 3º KUP, cioè da cintura blu a cintura blu-rossa.
- Yuk-Jang = Acqua

«La calma del lago, l'impetuosità del fiume. Sempre lei, in un crescendo, calando.»
Questo Taegeuk simboleggia un flusso incessante ma delicato. In questa forma vengono introdotti il calcio girato alto e la parata a mano aperta alta e media. È inoltre il primo Taegeuk ad avere fasi di recupero; esse sono seguite da partenze veloci ed impetuose. La forma è eseguita per il passaggio da 3º KUP a 2º KUP, cioè da cintura blu-rossa a cintura rossa.
- Chil-Jang = Montagna

«Il monte, la sua maestosità. A prescindere dalle sue dimensioni, la maestosità.»
Questo Taegeuk rappresenta la fermezza e la poderosità. Introduce moltissime tecniche nuove tra cui il passo "beomseogi", la parate bassa con il palmo della mano e alta con il palmo della mano con sostegno, il calcio discendente, la presa della testa con relativa ginocchiata, la doppia parata bassa a mani aperte. La forma è eseguita per il passaggio da 2º KUP a 1º KUP, cioè da cintura rossa a cintura rossa-nera
- Pal-Jang = Terra

«La fine dell'inizio. Qui si chiude il cerchio. E tutto ha nuovamente inizio.»
Questa è l'ultima forma delle cinture colorate che simboleggia la fine di un percorso che dovrebbe culminare con l'acquisizione della cintura nera, quindi di un nuovo metodo di allenamento. Tra le nuove tecniche di questa forma ci sono il doppio calcio frontale in volo, le doppie parate media e alta a pugni chiusi, la posizione con parata media e bassa contemporanee, il pugno ascendente al mento, l'attacco di gomito alto. La forma è eseguita per il passaggio da 1° KUP a 1°DAN, cioè da cintura rosso-nera a cintura nera 1° DAN, insieme alla settima.
- Koryo = Corea

Koryo (Corea) è una vecchia dinastia coreana. Il popolo del periodo Koryo sconfisse gli aggressori mongoli. Il loro spirito si riflette nei movimenti della Koryo. Ogni movimento di questa forma rappresenta la forza e l'energia spesi per controllare i mongoli. Questa è la prima forma che si impara da cintura nera ed ha un grado di difficoltà nettamente più alto rispetto alle precedenti. Per segnare questa profonda differenza, questa Poomsae presenta una posizione di partenza-arrivo diversa da tutte le altre forme. Questa posizione permette di raccogliere tutte le energie mentali e fisiche necessarie all'esecuzione della forma. Questo Poomsae forma una lettera cinese che in coreano significa uomo virtuoso, cioè una persona che ha ormai pienamente acquisito lo spirito marziale proprio del taekwondo. La forma è eseguita per il passaggio da cintura nera 1º DAN a cintura nera 2º DAN.
- Keumgang = Diamante

I movimenti di questa forma sono magnifici e possenti come il monte Keumgang-San, duri ma fragili come il Keumgang-Seok, il diamante. La linea stessa disegnata dal Poomsae rappresenta la lettera Cinese corrispondente alla parola montagna. I movimenti sono potenti e ben bilanciati come la dignità di una cintura nera. La forma è eseguita per il passaggio da cintura nera 2º DAN a cintura nera 3º DAN.
- Taebaek = Luce

I movimenti di questa forma sono precisi e veloci. Rappresentano la determinazione e la forza del leggendario Dangoon, che fondò il Taebaek ai piedi di Baekdoo, il monte più maestoso di tutta la Corea. La linea disegnata da questo Poomsae rappresenta una lettera cinese il cui significato è ponte tra in Cielo e la Terra, cioè che gli esseri umani hanno fondato una nazione (la Corea) partendo dall'ordine del Cielo. La forma è eseguita per il passaggio da cintura nera 3º DAN a cintura nera 4º DAN.
- Pyongwon = Pianura

Il termine Pyongwon rappresenta la grandezza e la maestosità con la quale deve essere eseguita questa forma. Infatti il suo significato è la fonte della vita per tutte le creature ed il luogo dove gli esseri umani vivono la propria vita. Questo Poomsae è basato sull'idea della pace. La forma è eseguita per il passaggio da cintura nera 4º DAN a cintura nera 5º DAN.
- Sipjin = Dieci

Questa è la forma dell'ordine nel caos, della stabilità, della certezza di ciò che si è imparato e acquisito. La parola Sipjin deriva dal concetto di longevità secondo il quale esistono dieci creature a vita eterna: il sole, la luna, la montagna, l'acqua, la pietra, il pino, l'erba della gioventù eterna, la testuggine, il cervo e la gru. Essi sono due corpi celesti, due piante, tre animali e 3 elementi naturali che infondono in ogni essere umano fede, generosità, amore e speranza. Questa forma simboleggia tutte queste cose. La lettera cinese disegnata dalla linea del Poomsae significa dieci ma anche l'infinito nel sistema di numerazione e quindi lo sviluppo incessante dell'atleta. La forma è eseguita per il passaggio da cintura nera 5º DAN a cintura nera 6º DAN.
- Jitae = Terra

La parola Jitae rappresenta un uomo che sta in piedi sulla terra con entrambi i piedi e che guarda il cielo. Quest'uomo simboleggia la lotta per la vita umana, così come i calci e i salti. Perciò, il Poomsae simboleggia i vari aspetti che accadono nel corso della lotta di ogni essere umano per la propria esistenza. La linea disegnata dalla forma rappresenta un uomo che sta in piedi pronto a saltare verso il cielo. La forma è eseguita per il passaggio da cintura nera 6º DAN a cintura nera 7º DAN.
- Chonkwon = Cielo

La parola Chonkwon significa Cielo, cosmo, il Grande Possente che è l'origine di tutta la creazione. La sua completezza infinita rappresenta la nascita, il mutamento e la fine. Gli esseri umani hanno usato il nome di Cielo per tutte le forme terrene principali e dato lui tanti significati perché essi si sentono impauriti da quanto possa essere potente. Più di 9000 anni fa, il fondatore del popolo coreano, Chonkwon fu inviato dal Re Paradisiaco. Egli stabilì in terra la città paradisiaca come capitale, vicina al mare paradisiaco ed alla montagna paradisiaca, dove il popolo di Han partorì il pensiero e le azioni dalle quali ebbe origine il Taekwondo. Movimenti caratteristici di questa forma sono le ampie e lente azioni di braccia che formano curve gentili, simboleggiando così la grandezza del pensiero di Chonkwon. La linea disegnata dalla forma è una T che simboleggia un uomo che viene giù dal cielo, sottoponendosi alla sua volontà ed adorandolo perché esso è la fonte del proprio potere ed esso rappresenta l'unicità tra il cosmo e gli esseri umani. La forma è eseguita per il passaggio da cintura nera 7º DAN a cintura nera 8º DAN.
- Hansu = Acqua

La parola hansu significa acqua, fonte di ciò che è necessario a preservare la vita e a far crescere tutte le creature. Hansu simboleggia la nascita e la crescita di una vita, forza e debolezza, la magnanimità, l'armonia, ed l'adattabilità. Soprattutto han ha vari significati: numerosità, ampiezza, parità, lunghezza ed è il nome di un paese. La natura dell'acqua è caratterizzata dall'inderogabilità e della flessibilità, e tutti questi significati sono ciò da cui si è partiti per creare questa forma. Le azioni dovrebbero essere praticate leggermente e fluidamente come l'acqua ma allo stesso tempo con continuità, come farebbero delle goccioline d'acqua che raggruppandosi formano un intero oceano. La linea disegnata dalla forma simboleggia la lettera cinese che vuole dire acqua. La forma è eseguita per il passaggio da cintura nera 8º DAN a cintura nera 9º DAN.
- Ilyeo = Identità

Ilyeo è il nome delle idee portate avanti da Santo Wonhyo, un grande prete buddista appartenente alla dinastia dei Silla. Questo pensiero è caratterizzato dalla filosofia dell'unicità di mente (ente spirituale) e corpo (ente materiale). Insegna che un punto, una linea o un cerchio hanno in fin dei conti una fine comune, una fine nell'unicità. Perciò, il Poomsae Ilyeo rappresenta l'armonizzazione di spirito e corpo che è l'essenza di un'arte marziale, ciò a cui un allievo dovrebbe arrivare dopo un lungo addestramento sia sui tanti tipi di tecniche, sia sulla cultura spirituale affinché si completi davvero l'insegnamento del Taekwondo. L'ultimo passo della forma, due pugni che si avvolgono l'uno dentro l'altro di fronte al mento, ha il significato di unificazione e moderazione e fa sì che l'energia spirituale possa fluire liberamente nel corpo attraversando le due mani. La linea disegnata dalla forma rappresenta la svastica, un simbolo buddista che non ha nulla a che fare con il significato attribuitogli in seguito dai nazisti e dalla cultura occidentale. Tale simbolo era usato nella commemorazione di Santo Wonhyo e che significa uno stato di abnegazione perfetta nel Buddismo, dove origine, sostanza e servizio entrano in congruenza. La forma è eseguita per il passaggio da cintura nera 9º DAN a cintura nera 10º DAN.

### Il regolamento nelle gare di forme WTF
Il regolamento di gara per le forme è emanato dalla World Taekwondo Federation, insieme alle direttive tecniche del Kukkiwon (Quartier generale del taekwondo) ed applicato ad ogni livello di competizione. Una gara di forme si basa sulla valutazione del Taegeuk eseguito da un atleta mediante l'assegnazione di un determinato punteggio da parte di una squadra arbitrale composta da 3, 5 o 7 ufficiali di gara. Ogni ufficiale di gara assegna il proprio punteggio alla forma. Il punteggio più alto e quello più basso tra tutti i punteggi espressi dalla squadra arbitrale vengono eliminati, i restanti vengono sommati e questa somma determina il reale punteggio ottenuto dall'atleta per quella forma. Ogni giudice può assegnare un punteggio compreso tra 0 e 10. Tale punteggio è dato dalla somma di due voti, ognuno dei quali compreso tra 0 e 5: un voto per valutare la tecnica ed un altro per valutare l'esecuzione della forma.
La tecnica è l'insieme dei movimenti che permette di adattare il comportamento motorio di un atleta per raggiungere la prestazione migliore. La caratteristica dei taegeuk è determinata da movimenti in cui la tecnica ha un alto valore qualitativo, dove lo scopo è quello di consentire all'atleta di farsi distinguere, al fine di raggiungere il massimo risultato (punteggio). Nella valutazione della tecnica, un giudice tiene conto di:
- Tecniche di braccia

Devono essere valutate in funzione delle capacità che un atleta possiede, rispondendo adeguatamente a schemi che richiedono preparazione e precisione nell'esecuzione.
- Tecniche di gambe (Calci)

Devono essere valutate con lo stesso criterio considerato per le tecniche di braccia.
- Posizioni (Passi)

Vanno valutate in funzione della loro correttezza. Esse rappresentano l'elemento di base dei taegeuk, pertanto la valutazione deve tenere conto della diversità tecnica (anche delle posizioni di partenza come il sull'attenti, e la posizione di attesa prima dell'inizio) e cogliere la differenza tecnica esistente tra le posizioni.
L'esecuzione comporta la rappresentazione di schemi tecnici codificati indispensabili per la coordinazione, per una corretta postura ed equilibrio. L'atleta deve dimostrare di avere un controllo di tutti i segmenti corporei, con esecuzioni di tecniche estremamente corrette ed armoniche. Nella valutazione dell'esecuzione si tiene conto di:
- Dinamicità

È l'insieme dei movimenti tecnici compiuti dagli arti superiori ed inferiori, eseguiti con precisione e rapidità.
- Tenuta di tecnica

Si intende la capacità che un atleta possiede nel produrre una contrazione isometrica di qualsiasi segmento corporeo.
- Espressività

Rappresenta la capacità dell'atleta di comunicare con il proprio atteggiamento corporeo. L'espressività è una qualità personale.
- Ritmo

Si intende una successione periodica di movimenti coordinati, eseguiti in maniera armonica, nel rispetto di un ordine prestabilito e conosciuto.
- Equilibrio

Consiste nell'abilità che l'atleta ha nel mantenere uno stabile e specifico orientamento in riferimento al compito monotio che sta svolgendo.
Per ogni sezione, il giudice parte da un punteggio massimo di 5 e va via via scalando da esso i punti, a seconda degli errori che riscontra. Esistono due gradi di gravità degli errori: per ogni errore lieve viene detratto un punteggio di 0,1, per ogni errore grave viene detratto un punteggio di 0,3.

Gli errori considerati lievi (-0,1) sono:
- Imperfezioni delle tecniche di braccia
- Imperfezioni delle tecniche di gamba
- Imperfezioni dei passi
- Equilibrio scarso
- Mancata tenuta delle tecniche
- Scarsa preparazione delle tecniche
- Mancanza di potenza
- Mancanza di espressività
- Ritorno fuori dal punto di partenza nella misura di un piede
L'area da cui dovrà partire e tornare l'atleta è identificata da un quadrato di 30 × 30 cm al centro di due materassine (2 m²) di colore diverso dal quadrato di gara, che misura 12 × 12 m.

Gli errori considerati gravi (−0,3) sono:
- Fermarsi e ripetere la forma
- Sguardo che non segue l'azione
- Sequenze ritmiche non rispettate (Movimenti concatenati obbligatori)
- Urlo non eseguito o eseguito nel punto sbagliato
- Ritorno fuori dal punto di partenza per oltre un piede
- Movimento saltato o aggiunto
- Fermarsi e ripartire con pausa di oltre 3 secondi
- Perdita di equilibrio evidente (Caduta o spostamento al di fuori della posizione)
- Tecniche di braccia, tecniche di gambe o posizioni sbagliate (Sostituzione di tecniche e passi con altri)

Nel caso in cui due atleti riportino lo stesso punteggio, prevarrà l'atleta che avrà raggiunto un punteggio maggiore per l'esecuzione. Se la situazione di parità persiste si procede ad uno spareggio.

## Le forme nel Taekwondo ITF (Tul)
Nel taekwondo ITF sono presenti "24 forme", perché la vita dell'uomo paragonata all'eternità è uguale a un giorno.
- Chon-ji (Esame per 8º KUP - Passaggio da cintura bianca superiore[3] a cintura gialla):
19 Movimenti
Chon-ji:significa letteralmente il cielo e la terra. È l'interpretazione orientale della creazione del mondo e delle origini della storia umana, per questo è la prima forma che si impara. La forma è composta da due parti simili:una rappresenta il cielo e una la terra. Il suo diagramma rappresenta una croce, poiché sia la prima sia la seconda parte vanno eseguite nelle quattro direzioni.
- Dan-gun (Esame per 7º KUP - Passaggio da cintura gialla a cintura giallo-verde):
21 Movimenti
è il nome di Dangun, leggendario fondatore della Corea nel 2333 a.C. Finisce con un attacco sinistro perché la leggenda non corrisponde completamente alla realtà (l'attacco sinistro è più debole del destro)
- Do-san (Esame per 6º KUP - Passaggio da cintura giallo-verde a cintura verde):
24 Movimenti
È lo pseudonimo del patriota Ahn Chang Ho (1876-1938):
I 24 movimenti rappresentano i 24 anni che dedicò all'indipendenza e al progresso della Corea.
- Won-hyo (Esame per 5º KUP - Passaggio da cintura verde a cintura verde-blu):
28 Movimenti
Fu il famoso monaco che introdusse il buddismo in corea durante la dinastia Silla nel 686 d.C.
- Yul-Gok (Esame per 4º KUP - Passaggio da cintura verde-blu a cintura blu):
38 Movimenti
È lo pseudonimo del grande filosofo e studioso Yil (1536-1584) soprannominato il Confucio della Corea.
I 38 movimenti di questa forma si riferiscono al suo luogo di nascita, il 38º parallelo
Il diagramma della forma significa studioso.
- Joon-Gun (Esame per 3º KUP - Passaggio da cintura blu a cintura blu-rossa):
32 Movimenti
È lo pseudonimo del patriota Ahn Joon Gun, che assassinò Hiro Bumi Hito, il primo governatore generale giapponese della Corea. Hiro Bumi Hito è anche conosciuto come l'uomo che giocò una parte importante nella fusione tra Corea e Giappone. Questa forma è composta da 32 movimenti che rappresentano l'età di Ahn quando fu giustiziato nel 1910 nella prigione di Lui-Shung.
- Toi-Gye (Esame per 2º KUP - Passaggio da cintura blu-rossa a cintura rossa):
37 Movimenti
È lo pseudonimo del noto studioso Yu Hwang (XVI secolo), un'autorità del Neoconfucianesimo.
I 37 movimenti di questa forma si riferiscono al 37º parallelo, suo luogo di nascita.
Il diagramma significa studioso.
- Hwa-Rang[4] (Esame per 1º KUP - Passaggio da cintura rossa a cintura rosso-nera):
29 Movimenti
È il nome del gruppo giovanile Hwarang, originato durante la dinastia Silla all'inizio del VII secolo. I 29 movimenti si riferiscono alla ventinovesima divisione di fanteria, all'interno del quale il taekwondo si sviluppò e maturò.
- Chong-Moo (Esame per 1º DAN - Passaggio da cintura rosso-nera a cintura nera 1º DAN):
30 Movimenti
È il nome dato al grande ammiraglio Yi Sun Sin della dinastia Yi. Egli ha la fama di aver inventato nel 1592 la Kobukson (nave tartaruga), prima nave corazzata che può essere considerata il precursore della nave da battaglia, dotata di corazze e cannoni.
Il fatto che questa forma finisca con un attacco medio di mano sinistra, sta a simboleggiare la morte prematura di Yi Soon Sin, che non ha potuto dimostrare la sua irrefrenabile potenza, dovuta alla sua grande fedeltà al re. (L'attacco di mano sinistra è considerato più debole della mano destra).
- Kwang-Gae (Esame per cintura nera - Passaggio da 1º DAN a 2º DAN)
39 Movimenti
È il nome del famoso Kwang Gae Tho Wang, re della diciannovesima dinastia Goguryeo, il quale riconquistò tutti i territori perduti, includendo gran parte della Manciuria. Il diagramma rappresenta l'espansionismo e la riconquista dei territori perduti. I 39 movimenti si riferiscono ai primi due numeri del 391 d.C. , l'anno in cui salì al trono.
- Po-Eun (Esame per cintura nera - Passaggio da 1º DAN a 2º DAN)
36 Movimenti
È lo pseudonimo del fedele Chong Mong Chu (1400) un famoso poeta, il cui poema “non servirei un secondo maestro anche se fossi crocefisso cento volte “ è conosciuto in tutta la Corea. Inoltre egli fu un pioniere nel campo della fisica. Il diagramma rappresenta la sua singolare fedeltà al re e alla sua terra durante la fine della dinastia Koryo.
- Ge-Baek (Esame per cintura nera - Passaggio da 1º DAN a 2º DAN)
44 Movimenti
È il nome del grande generale Ge Baek durante la dinastia Baek-Ji nel 660 d.C. Il diagramma rappresenta la sua severa e rigida disciplina militare.
- Eui-Am (Esame per cintura nera - Passaggio da 2º DAN a 3º DAN)
45 Movimenti
È lo pseudonimo di Son Byong Hi, leader del movimento d'indipendenza coreano del 1º marzo 1919. I 45 movimenti si riferiscono alla sua età quando cambiò il nome da Dong Hak (cultura orientale) a Choudo Kyo (religione della via celeste), nel 1905. Il diagramma rappresenta lo spirito indomito che ha dimostrato, dedicando se stesso alla prosperità della sua nazione.
- Choong-Jang (Esame per cintura nera - Passaggio da 2º DAN a 3º DAN)
52 Movimenti
È lo pseudonimo dato al generale Kim Duk Ryang che visse durante la dinastia Yi, nel XIV secolo. La forma finisce con un attacco di mano sinistra per simboleggiare la tragedia della sua morte in prigione a 27 anni, senza avere avuto la possibilità di maturare completamente.
- Ju-Che (Esame per cintura nera - Passaggio da 2º DAN a 3º DAN)
45 Movimenti
È una teoria filosofica: l'uomo è il Maestro di ogni cosa e decide ogni cosa; in altre parole l'uomo è il Maestro del mondo e del proprio destino. Si dice che questa teoria ha le sue radici nella montagna Baekdu, che simboleggia lo spirito del popolo coreano. Il diagramma rappresenta la montagna Baekdu.
- Sam-Il (Esame per cintura nera - Passaggio da 3º DAN a 4º DAN)
33 Movimenti
Indica la data storica del movimento d'indipendenza della Corea che comincia ad attraversare tutto il paese, il 1º marzo 1919. I 33 movimenti della forma rappresentano i 33 patrioti alla testa del movimento.
- Yoo-Sin (Esame per cintura nera - Passaggio da 3º DAN a 4º DAN)
68 Movimenti
È il nome del generale Kim Yoo Sin, primo generale comandante sotto la dinastia Silla. I 68 movimenti di questa forma, si riferiscono alle ultime due cifre dell'anno dell'unificazione della Corea 668 d.C. La posizione di partenza è quella di una spada posta su lato destro anziché a sinistra, simboleggiante l'errore di Yoo-Sin d'avere eseguito l'ordine del suo re, di combattere con le forze straniere, contro il suo popolo.
- Choi-Yong (Esame per cintura nera - Passaggio da 3º DAN a 4º DAN)
46 Movimenti
È il nome del generale Choi Yong, primo ministro e comandante in capo delle forze armate, durante la dinastia Koryo, nel XIV secolo. Choi Hong fu molto rispettato per la sua lealtà, patriottismo e umiltà. Choi Hong fu giustiziato dai suoi subordinati sotto la guida del generale Yi Sung Gae che diviene il primo re della dinastia Lee.
- Yon-Gae (Esame per cintura nera - Passaggio da 4º DAN a 5º DAN)
49 Movimenti
È il nome del famoso generale della dinastia Goguryeo, Yeon Gaesomun. I 49 movimenti si riferiscono alle ultime due cifre dell'anno in cui le forze della dinastia Tang lasciarono la Corea, nel 649 d.C. dopo la sconfitta di circa 300 000 uomini ad Ansi Sung.
- Ul-Ji (Esame per cintura nera - Passaggio da 4º DAN a 5º DAN)
42 Movimenti
È il nome del generale Ul Ji Moon Dok che difese la Corea contro l'invasione delle forze della dinastia Tang, un esercito che contava circa 1.000.0000 di uomini condotti da Yang Ji nel 612 d.C. Ul Ji con le sue capacità tattiche di guerriglia decimò gran parte delle forze nemiche. Il diagramma rappresenta il suo cognome. I 42 movimenti rappresentano gli anni del Fondatore quando creò questa forma.
- Moon-Moo (Esame per cintura nera - Passaggio da 4º DAN a 5º DAN)
61 Movimenti
Questa forma è in onore del 30º re della dinastia Silla. Il suo corpo fu sepolto presso Dae Wang Am (Rocca del Grande Re). Secondo la sua volontà il suo corpo fu deposto in mare, “dove la mia anima può difendere per sempre la mia terra dai giapponesi”. Si dice che Sok Gul Am (caverna di pietra) fu costruita per guardare la sua tomba. Un esempio della fine cultura della dinastia Silla. I 61 movimenti di questa forma rappresentano le ultime due cifre dell'anno in cui Moon Moo salì al trono 661 d.C.
- So-San (Esame per cintura nera - Passaggio da 5º DAN a 6º DAN)
72 Movimenti
È lo pseudonimo del grande re Choi Hong Ung (1520-1604) durante la dinastia Yi. I 72 movimenti si riferiscono ai suoi anni quando organizzò un gruppo di monaci soldati con l'aiuto del suo pupillo Sa Myung Dang. I monaci soldati aiutarono a reprimere i pirati giapponesi che invasero quasi tutta la penisola coreana nel 1592.
- Se-Jong (Esame per cintura nera - Passaggio da 5º DAN a 6º DAN)
24 Movimenti
È il nome del più grande re coreano, Se Jong inventore dell'alfabeto coreano nel 1443. Egli era anche un rinomato meteorologo. Il diagramma rappresenta il re. I 24 movimenti si riferiscono alle 24 lettere dell'alfabeto coreano.
- Tong-Il (Esame per cintura nera - Passaggio da 6º DAN a 7º DAN)
56 Movimenti
Simboleggia la definitiva unificazione della Corea, divisa fino al 1945. Il diagramma simboleggia l'omogeneità della razza.